# André Marie
Pour les articles homonymes, voir Marie.
André Marie, né le 3 décembre 1897 à Honfleur (Calvados) et mort le 12 juin 1974 à Rouen (Seine-Maritime), est un homme d'État français. Il est président du Conseil en 1948 et plusieurs fois ministre entre 1947 et 1954.

## Biographie
Né à Honfleur en 1897, le jeune André Marie y fait ses études primaires, poursuivies au collège de Honfleur et au lycée Corneille de Rouen, où ses parents, instituteurs, s'installent en 1908. Alors qu'il y prépare Normale lettres, il est mobilisé à la fin de l’année 1916. À la fin de la guerre, il est commandant d’une batterie de 75. Il a reçu deux blessures légères et de nombreuses citations. Il est décoré de la croix de guerre avec palmes.
En 1922, il embrasse la carrière d’avocat. Il est élu conseiller municipal de Rouen le 10 mai 1925. À neuf reprises, il est élu député radical de la Seine-Inférieure (aujourd'hui Seine-Maritime) et siège au palais Bourbon de 1928 à 1962. En 1933, André Marie entre au gouvernement comme sous-secrétaire d’État auprès d’Albert Sarraut, chargé de l’Alsace-Lorraine. Il est plusieurs fois sous-secrétaire d’État, puis représentant de la France à la Société des Nations.

### Seconde Guerre mondiale
Lorsque la Seconde Guerre mondiale éclate, André Marie, capitaine de réserve, fait partie des parlementaires qui s'engagent comme volontaires. Capitaine d'artillerie au 43e R.A.D., décoré d'une nouvelle croix de guerre, il est fait prisonnier et est interné à l'Oflag de Sarrebourg. Il ne prend donc pas part au vote du 10 juillet 1940 donnant les pouvoirs constituants au maréchal Pétain et instituant le régime de Vichy.
André Marie est libéré en 1941, comme officier combattant des deux guerres. Refusant la politique vichyste à son retour en Seine-Maritime, il se démet de tous ses mandats et, dans une lettre à ses électeurs, explique qu'il ne peut exercer ces derniers tant que le peuple n'est pas librement consulté. Résistant appartenant au réseau Georges-France, il est dénoncé et arrêté le 12 septembre 1943 par les autorités d'occupation,, interné à Compiègne, puis déporté au camp de Buchenwald le 16 décembre 1943 où il demeure jusqu'à la libération du camp par les troupes américaines le 11 avril 1945. Il a perdu trente kilogrammes, souffre d'une affection pulmonaire et d'une affection hépatique.

### Carrière politique après-guerre
Rentré en France, André Marie reprend rapidement place dans la vie politique, tant au plan départemental que national. En 1945, il est président de l'Aéro Club de Normandie.
Maire de Barentin (Seine-Maritime) de 1945 à 1974, c’est lui qui amène dans cette ville toutes les statues du célèbre « musée dans la rue ».
En 1947, il devient garde des Sceaux dans le ministère Ramadier et a la responsabilité des derniers procès en Haute Cour des collaborateurs. Le président de la République l’appelle pour devenir chef du gouvernement en remplacement de Robert Schuman, le 27 juillet 1948, mais il est obligé de démissionner un mois plus tard.
Il accepte la vice-présidence du cabinet Queuille en 1948 et est ensuite nommé à la Justice. Il joue un rôle important dans la sévérité de la répression de la grève des mineurs de 1948. Il envoie des instructions aux procureurs demandant la plus grande sévérité, et le procureur de Béthune qui est jugé trop laxiste fait l'objet de poursuites disciplinaires (22 octobre).
Le 3 février 1949, le garde des sceaux est pris à partie à l'Assemblée dans le cadre de l'affaire de collaboration économique Pierre Brice. Le député progressiste Emmanuel d'Astier de la Vigerie déclare : « Les hommes qui ont amassé des fortunes grâce à la collaboration jouissent maintenant pour une bonne part tranquillement de leur trahison tandis que le gouvernement, indulgent aux collabos, a mené une politique de répression contre la classe ouvrière. » Affaibli par cette affaire, André Marie démissionne le 13 février 1949.
Il est ensuite ministre de l'Éducation nationale, d’août 1951 à juin 1954. Il fait voter les lois Marie et Barangé d’aide à l’enseignement libre. Mais, ardent défenseur de l'école publique, il fait appliquer la loi qui octroie la qualité de fonctionnaires stagiaires aux élèves des écoles normales supérieures.
Il quitte en 1957 le Parti radical et rejoint le Centre républicain, constitué par des animateurs de l'aile droite du Parti. André Marie meurt le 12 juin 1974 à Rouen à l'âge de 76 ans. Il est inhumé au cimetière de Barentin (Seine-Maritime).

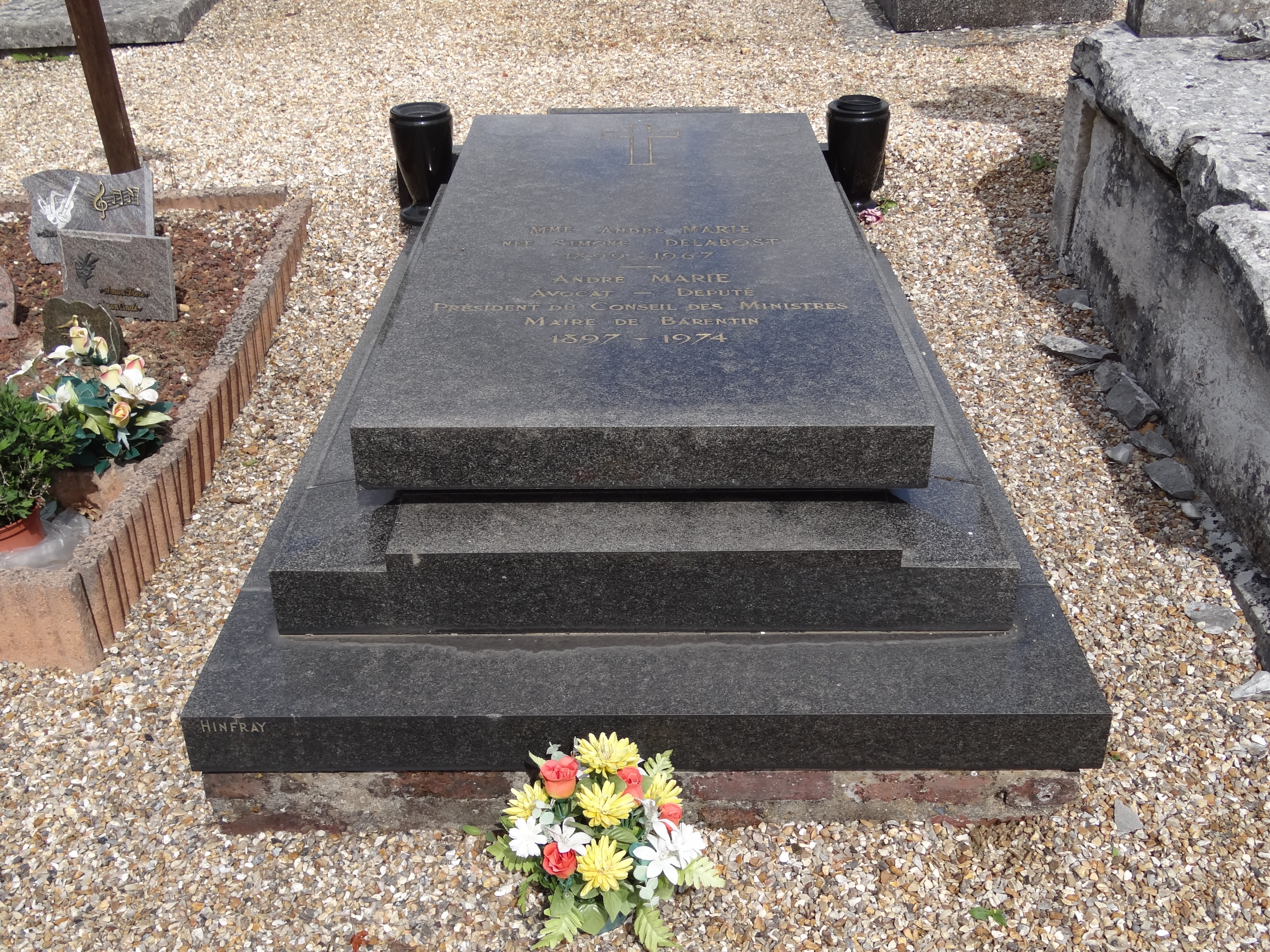
La tombe d'André Marie à Barentin.

## Fonctions

### Fonctions gouvernementales
- Sous-secrétaire d'État à la Présidence du Conseil, chargé des affaires d'Alsace-Lorraine dans le gouvernement Sarraut I (du 26 octobre au 26 novembre 1933)
- Sous-secrétaire d'État aux Affaires étrangères dans le gouvernement Daladier II (du 30 janvier au 9 février 1934)
- Ministre de la Justice dans le gouvernement Ramadier I (du 22 janvier au 22 octobre 1947)
- Ministre de la Justice dans le gouvernement Ramadier II (du 22 octobre au 24 novembre 1947)
- Ministre de la Justice dans le gouvernement Schuman I (du 24 novembre 1947 au 26 juillet 1948)
- Président du Conseil (du 26 juillet au 5 septembre 1948)
- Vice-président du Conseil dans le gouvernement Schuman II (du 5 septembre au 11 septembre 1948)
- Vice-président du Conseil, ministre de la Justice dans le gouvernement Queuille I (du 11 septembre 1948 au 13 février 1949)
- Ministre de l'Éducation nationale dans le gouvernement Pleven II (du 11 août 1951 au 20 janvier 1952)
- Ministre de l'Éducation nationale dans le gouvernement Faure I (du 20 janvier au 8 mars 1952)
- Ministre de l'Éducation nationale dans le gouvernement Pinay (du 8 mars 1952 au 8 janvier 1953)
- Ministre de l'Éducation nationale dans le gouvernement Mayer (du 8 janvier au 28 juin 1953)
- Ministre de l'Éducation nationale dans le gouvernement Laniel I (du 28 juin 1953 au 19 juin 1954)

### Fonctions électives
- Maire de Barentin (Seine-Maritime) (1945-1974)
- Député (radical) de la Seine-Inférieure (1928-1940, 1945-1951, 1951-1956, 1956-1958)
- Député (non-inscrit) de la Seine-Maritime (1958-1962)
- Conseiller d'arrondissement

## Décorations
- Croix de guerre 1914-1918, palme de bronze (1918)
- Croix de guerre 1939-1945

 Médaille de la Résistance française, avec rosette
- Commandeur de la Légion d'honneur (1957)

### Sources primaires
- Les papiers personnels d'André Marie sont conservés aux Archives nationales sous la cote 445AP.